# ぼくのなつやすみ2 海の冒険篇
『ぼくのなつやすみ2 海の冒険篇』（ぼくのなつやすみ ツー うみのぼうけんへん）は、ミレニアムキッチンが制作しソニー・コンピュータエンタテインメントから2002年7月11日に発売されたPlayStation 2用ゲームソフト。ぼくのなつやすみシリーズの第2弾。前作『ぼくのなつやすみ』とゲームテーマは同一ながら内容に関連性はほぼ無い。主題歌は沢田知可子の「少年時代」（井上陽水のカバー）。第6回文化庁メディア芸術祭審査委員会推薦作品。
2010年6月24日には、リメイク版である『ぼくのなつやすみポータブル2 ナゾナゾ姉妹と沈没船の秘密!』（ぼくのなつやすみポータブル ツー なぞなぞしまいとちんぼつせんのひみつ！）が発売された。主題歌は夏川りみの「少年時代」を新たに起用。
発売当時のキャッチコピーは「今は、もうどこにもない、あの海を。」「毎日が、宝石だった。」

## 概要
昭和50年（1975年）8月、9歳の少年「ボク」は母親が臨月を迎えたため、伊豆半島の田舎町「富海（ふみ）」の田舎のおじの家へ預けられることになった。8月1日から8月31日までという決められた時間の中での過ごし方を自由に決め、行動し、子供の夏休みを満喫することを目的としたゲームである。

## モデル
本作の主要な舞台となる「富海」のモデルは静岡県伊東市富戸（東伊豆）で、オープニングに出てくる風景や防波堤、海に生息している魚類（魚釣りで釣れるもの）なども現地とほぼ同じである。国道建設中の模様なども描かれた。なお、茜屋に特定のモデルはなく、玖村麻子が製作したものである。
ディレクターの綾部和は企画が通った直後にバリ島（インドネシア）へ赴き、取材目的ではなかったにもかかわらず、昔の日本の田舎のようなウブドの田園風景や、夕方のビーチに響いていたギターの音色などに影響を受け、本作にもそういった要素が取り入れられている。
なお、会話でしばしば登場する「潮館（しおだて）」のモデルは静岡県下田市。

## 追加項目・強化項目

### 前作からの追加項目
前作『ぼくのなつやすみ』に比べ、以下のような要素が追加・増強された。
- 昆虫の数が100種類になった。
- 虫相撲に出せる虫の種類が13種、技の種類が30種になった。
- 王冠コレクションの「恐竜シリーズ」が登場。全25種。
- 所持金の概念が追加された。駄菓子などを購入できる。
- 海で泳げるようになった。
- 日の当たる場所にいると、日焼けするようになった。
- 自転車が追加された。

前作にあった凧揚げは廃止された。また、前作では眠くなって自動的に部屋に戻されても翌朝のラジオ体操に出ることができたが、今作以降は寝坊してラジオ体操に出られなくなるようになった。

### PS2版からPSP版への追加項目
- 「どこでも絵日記」でいつでも絵日記が書けるようになった。絵日記のテキスト数は861種に、日記が書けるシチュエーションの数は280枚になった[8][9]。また、『ぼくのなつやすみ4』で採用された要素をいくつか引き継いでいる。
- 昆虫の数が201種類（PS2版の2倍）になった。2周目以降への持ち越しも可能になった。顕微鏡モードで拡大して見られるようになった。
- 虫相撲のシステムが変わり、「対戦予想」が表示されるようになった。
- 王冠の数が50個（PS2版の2倍）になった。2周目以降への持ち越しも可能になった。
- ラクガキができる範囲や種類が増えた。
- 貝のパズルができるようになった。
- 海を泳いでいける範囲に巨大沈没船が追加された。
- おばちゃんが料理してくれる、50cm超サイズの魚の種類が増えた。
- 「ちょっとタンマ!」でいつでもセーブできるようになった。

## 登場人物
ボク
声 - 村田貴輝
本作の主人公。好奇心旺盛な小学3年生の男の子。母親が臨月を迎えたことから、夏休みの1か月間父方の叔母の家・民宿「茜屋」に預けられることになる。
顔が大きいのは生まれつき。大人びた性格だが案外天然。クラゲが好き。
リメイク版の追加イベントにおけるボクの台詞は、PS2版の制作時に録音したものが使われている（リメイク版前作のボクと同様の処置）が、一部サウンドエフェクトを使用している。

### 荒瀬家
荒瀬 源太（あらせ げんた）
声 - 天田益男
通称おじちゃん。40歳。富海で民宿「茜屋」を経営している。大雑把でおおらかな性格。高所恐怖症で涙もろい。
かつて大工を高所恐怖症で引退したが、夏休み中のとある出来事で克服。大工への復職を考えるも、収入面で不安があり迷っている。
昼間は主に茜屋の周辺で過ごしていて、夕飯後には寝室でほぼ毎日就寝している（22日と28日の夕飯後は居間の縁側や作業場の椅子に座っている）。
ボクが海に溺れて寝室に運んだ時に目を覚ますと「コラ、あんまり泳げねぇのに無理すんな！」と厳しく注意する。
夕飯の時間にボクが茜屋の敷地外にいた時の呼び戻し役と、食事の挨拶を担当している。
荒瀬 美津子（あらせ みつこ）
声 - 一城みゆ希
通称おばちゃん。41歳。ボクの父親の妹。陽気な性格で色々な料理を作る。誕生日は8月18日。
昼間は物干し場や茜屋の周辺で過ごしていて、夕飯後には居間でテレビを観ていることが多い。
ボクが蜂に刺された時は寝室に運んで仰いでくれる（最初のうちはほとんど怒らないが、繰り返していると「ボクくんのお父さんに言いつけて、強制送還しちゃうからね～！」とボクを向けて厳しく𠮟りつける）。
8月22日の夕飯時にタケシを救出した際は涙を流して抱きしめていた（この時は涙しながらタケシを抱きつく際に「バカたれ！」と叫ぶ姿も見られる）。その後の夕飯後「お父さんお母さんが心配するようなやっちゃだめよ…。勇敢なのと無茶なことをするのと、違うんですからね」と言い、『はい』を選ぶと「おばちゃんと約束だよ！」と忠告する。
夕飯の時間にボクが家にいた時の呼び戻し役を担当しているほか、寝る時間が来て自動的に部屋に戻されると「さぁボクくん、絵日記書いてお休みなさいしましょう」と寝かしに来る。
夕方、茜屋の台所にいる美津子に話しかけると、その日の晩ご飯のメニューを当てるクイズができる。
荒瀬 剛（あらせ たけし）
声 - 高山みなみ
通称タケシ。荒瀬家の長男で小学5年生。一人称は「オレ」。ボクのことを「ボクちゃん」。正義感・好奇心が強く元気の良い性格。勉強が嫌いで、学校での好きな活動は体育と避難訓練。
昼間は常にシゲルと行動を共にしているが、夜は部屋で本を読んでいることもある。
面倒見がよく、ボクに昆虫採集セットをくれたりザリガニの採り方を教えてくれたりする。
虫相撲でボクが持っているオオクワガタの雄が負けると「あれぇ～?オオクワが負けちゃったよ…」と言う（秘密兵器を除く）。
22日の夕飯時、地震でできた洞窟の穴に落ちてしまうも、無事に救出される（夕飯後は部屋で落ち込んでいる）。
将来の夢は教師だったが、夏休み終盤のとある出来事から茜屋を継ぐことを決心する。
荒瀬 繁（あらせ しげる）
声 - 大谷育江
通称シゲル。荒瀬家の次男で小学2年生。一人称は「僕」。タケシと違って、勉強は好き。
昼間は常にタケシと行動を共にしているが、夜はタケシと離れて居間でテレビを観ていることもある。
光のことが好きだが、上履きを隠すなど、意地悪をしている。また、ボクと光が仲良くなると露骨に嫉妬してくる。
タケシと一緒に自由研究でアサガオを育てているが、二人そろってまったく世話をしていない。

### 相楽家

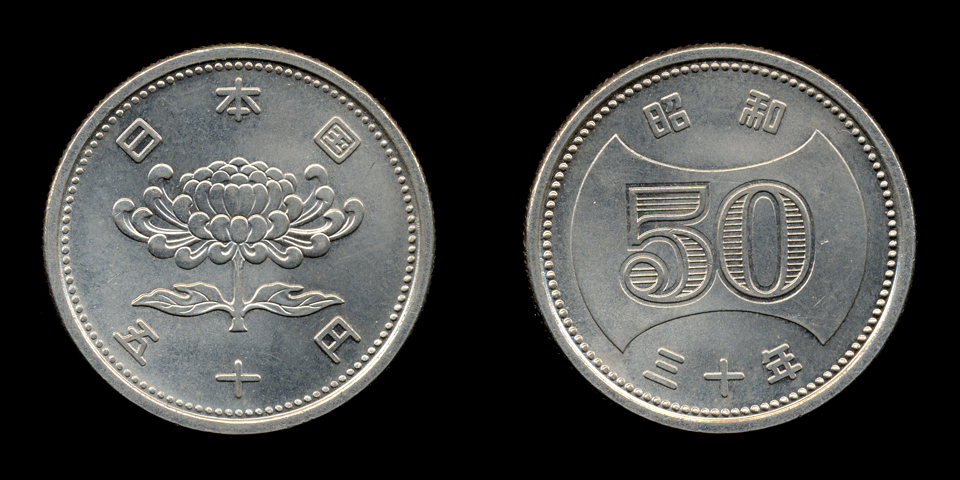
1955年（昭和30年）発行の五十円ニッケル貨

相楽 靖子（さがら やすこ）
声 - 坂本真綾
高校1年生で16歳。春から東京の高校に通っているため、普段は下宿生活をしている。夏休みのため、実家に帰る連絡船の中でボクと出会う。好きなアイスは氷あずき。
「帰ってきても友達がいない」という理由から、序盤は何かとボクの相手をしてくれる。
家を出て行った母親との折り合いは悪いものの、思うところがある様子。
洋とは小学校入学までは毎日遊ぶ仲だったが、学年が1つ違うことが靖子の入学式で分かり、それ以来お互いに疎遠になってしまった。仲直りすると洋の押しかけ家庭教師をするまでになる。
相楽 光（さがら ひかり）
声 - 最上莉奈
小学2年生。靖子の妹。素直ではないが元気な性格。話しかけると、どこへ行けばイベントが起こるかを占ってくれる。
餌をやったり墓を作ったりと、野良猫の面倒を見ている。
いじめてくるシゲルが嫌い。夏休み中にボクを気に入り、夏休みの終わりからボクの家に行く計画を勝手に立てている。
じいちゃん
声 - 平野稔
数え年で73歳。靖子や光の祖父。富海で唯一の診療所を営んでいる現役の医者。古希を過ぎているがとても元気。
昔は内科の専門医だったが、現在は何でも屋。
マメな性格で、靖子がいなくなった後の庭の手入れをしている。
静江（しずえ）
声 - 唐沢潤
相良家を出ていった靖子や光の母親。現在は再婚し、東京で交通遺児の奨学金団体に勤務している。お盆になると、亡くなった元旦那のお墓参りをするために富海に来る。相良家には泊まらず、茜屋の３号室に宿泊する。
靖子との関係は微妙だが、光とは仲が良く、内心では離れて暮らす子供達をとても心配している。靖子とは結局話せずじまいで帰るが、相良家を出ていく際に持ってきてしまったという「家の鍵」を置いていく。
ケン坊
相楽家で飼われている犬。
入院患者
声 - 坂本真綾
お盆前の数日間だけ診療所に入院している少女。夕方にしか会えない。肩たたきをしてあげると昔の50円玉（五十円ニッケル貨）をくれる。
お盆が終わると50円玉と共に姿を消してしまうが、夏休みの終盤にもう一度現れてその日の予言をし、ピタリと的中させる。
「キミが驚くから」という理由でボクに名前を明かさなかったが、その正体はじいちゃんの妻で靖子・光の祖母。かつて心臓病を患い亡くなっていた。
相楽 靖成（さがら やすなり）
静江の元旦那で、靖子と光の父親。故人。画家。
現在の靖子の部屋は元々彼のものであり、家族の反対を押し切ってまで天文台のように改築していた。
7年前の事件で強奪され、富海に隠されていた金塊を発見したこともあった。

### 仲川家
仲川 洋（なかがわ よう）
声 - 進藤一宏
中学3年生で高校受験を控える。富海の町に住む男子の中では最年長。自分でロケットを作っては打ち上げ実験をしているが、いつも失敗している。名前の「洋」は普通ならば「ひろし」と読むが、父親が変わり者だったために「よう」になったという。
数学、理科においては天才的な才能の持ち主だが、国語、英語、社会は苦手。富海生まれの富海育ちだが、運動神経はなくカナヅチ。
夏休み中に3回ロケットを打ち上げる。富海で拾える3つのバルブをすべて彼に渡しているかによって、エンディングの演出と最終日の絵日記が変化する。
オオカミじじい
声 - 中庸助
洋の父親。50歳過ぎ。非常に変わり者で、若い頃に絶滅したニホンオオカミを探していたことからこのあだ名が付いた。現在は腕利きの炭焼き職人。妻には5年前に逃げられたという。
過去に狼を追い詰め狙撃したことがあるというが、その狼が見つからないため誰からも信用されていない。本人は「負け犬と言われるよりかはマシ」と割り切っているが、あるイベントをこなすと狼の死骸を見つけることができる。
夏休み終盤になると忽然と姿を消してしまうが、エンディングには登場している。

### 茜屋の泊まり客
サイモン＝ライヒ
声 - デビットニール
オーストラリア出身の写真家。流暢な日本語を話す。ボクが茜屋に来る前から1号室に宿泊している。富海に長期滞在して夕焼けを撮影しており、撮影した写真はナショナルジオグラフィックに掲載されている。夕焼け以外にも、記念写真やボクのアサガオなどの写真も撮ってくれる。
日曜になると凪咲とデートに出掛けているようで、夏休み終盤のある日に「サプライズ」と称して結婚を発表する。
芳花（よしか）
声 - 田中敦子
ボクが「女子大学生」と呼ぶ、若い女性。夏休みの前半から2号室に宿泊する。料理をしたり海で体を焼いたりと自由気ままに過ごしているように見えるが、時折誰かを待っているようなそぶりを見せる。
ギターが得意で、夕方になると茜屋の桟橋で「アルハンブラの思い出」を弾いている。
その正体は7年前の金塊強奪事件を追う新米刑事。谷口の逮捕と同時に富海を去るが、事件解決で休暇を貰い、再び富海を訪れる。
最終日のパーティーでは「12月の雨の日」の弾き語りを披露する。
谷口（たにぐち）
声 - 村田則男
元潜水夫の無口な中年男性。夏休みの終盤に茜屋に現れる。3号室に宿泊し、日中は海で探し物をしている。青森出身。体の具合の悪い母親がおり、手術をすれば治るが、お金がかかるらしい。
その正体は7年前の8月29日に横須賀で発生した金塊強奪事件の犯人グループの一人。盗んだ金塊を富海に隠し、時効を迎える今年に回収しに来ていた。しかし、彼の動きは事前に芳花と保田に察知されており、時効前日の8月28日に逮捕される。

### その他の人物
凪咲（なぎさ）
声 - 石塚理恵
「富海の里診療所」の看護婦。温厚な性格でいつもにっこりしている。東京出身だが田舎での生活に憧れ、毎日潮館から富海まで船で通勤している。
父親が定年後に生まれ故郷に家を建てて引っ越したため、現在の実家は盛岡。
看護婦らしく、話しかけると健康についての話をいろいろとしてくれる。
夏休み終盤にサイモンとの結婚を発表。『4』のオープニングに彼女と思わしき女性が登場する。
前島 正男
声 - 牛山茂
潮館と富海を結ぶ連絡船「マリンランナー号」の船頭。豪快な性格。32歳。年内に開通予定の国道に客を取られそうだが、海が好きなので続ける気でいるらしい。
ラーメンが大好きで、昼食に茜屋で毎日いろいろなラーメンを食べているほか、夕食にもラーメンを食べている。
凪咲のことが好きで、花火に誘うなどアプローチを仕掛けるも、最終的にはフラれてしまう。
お坊さん
声 - 池田勝
お盆に富海の町にやってくる僧侶。「ダンケシェーン」が持ちネタだが、肝心のお経はアバウト。茜屋の仏壇と、相楽家の墓にお経を上げに来る。
檀家の花火工場から現物支給された花火を船頭と茜屋にプレゼントする。
保田（やすだ）
声 - 内田夕夜
夏休みの終盤にふらりと富海へやってくる「コームイン」の青年。茜屋が珍しく満室だったので、海岸にテントを張って生活している。何度か芳花に殴られたらしい。
その正体は、芳花と同じく金塊強奪事件を捜査する警察関係者。谷口の逮捕と同時に富海を離れた。なお、ボクは最後まで事件に関する真相を知ることはなかった。
ナレーション
声 - ダンカン
主にボクの回想・感情シーンで語りを担当する。

### PSP版からの人物
上記の登場人物（ボクを除く）とPSP版からの追加の人物の会話シーンは存在しない。
月夜野 すみれ（つきよの すみれ）
声 - 沢城みゆき
通称つみれちゃん。茜屋の泊まり客。19歳の新進気鋭の女性作家だが、新作が書けずにマスコミから逃げている。ずぼらな上に部屋にこもって原稿用紙と格闘する日々を続けているので季節感覚が無い。
ボクが何かをなしとげるとそれを膨らませたお話を作り、夏休みの最後に一冊の本にしてくれる。2周目以降への持ち越し対応。
君野（きみの）
声 - 仲村トオル
ナゾナゾ姉妹の父親で、スキューバダイビングが得意な男性。港沖の巨大沈没船を調査している。
潮館にある、日本一大きなアジの干物の会社の御曹子だが、仕事が暇な時期は宝探しをしている。
君野 千代子（きみの ちよこ）
声 - 本多陽子
通称チョコ。ナゾナゾ姉妹の姉で中学1年生。
妹とともにボクに7つの宿題を出し、その成績によってはどちらかとデートすることになる。
君野 里佳子（きみの りかこ）
声 - こおろぎさとみ
通称カコ。ナゾナゾ姉妹の妹で小学5年生。

## 音楽
曲についてはミレニアムキッチンのぼくのなつやすみ2から見られる。

### 主題歌（テーマソング）
少年時代（カバー曲）
歌 - 沢田知可子（PS2版）、夏川りみ（PSP版）
挿入歌「12月の雨の日」
作詞 - 松本隆、作曲 - 大瀧詠一
奇しくも今作の最初の音声収録が行われた麻布のアオイスタジオは、32年前、原曲が収録された場所だった。
夜になると、相楽家のレコードでBGMとして流れるクラシック音楽。全てエリック・サティ作曲。全4曲で15分のループになっている。
- 「ジムノペディ第1番』（「3つのジムノペディ」より）
- 「ナマコの胎児」（『胎児の干物』より）
- 「ノクチュルヌ第3番」（「5つのノクチュルヌ」より）
- 「ジュ・トゥ・ヴー」
- 「アルハンブラの思い出」 - フランシスコ・タルレガ作曲。夕方になると、茜屋の海の家の前で芳花がギターで演奏している曲。
- 「フレール・ジャック」 - フランス民謡。綾部和が日本語に訳した。

## 主なスタッフ
全てのスタッフはミレニアムキッチンのぼくのなつやすみ2から見られる。
- 監督・脚本・ゲームデザイン・アートディレクション・レイアウト - 綾部和（ミレニアムキッチン）
- キャラクターデザイン - 上田三根子
- 美術監督 - 小倉一男（草薙）
- 音楽監督 - 鵜飼秋子（ハノン）
- ムービー監督 - 丸哲郎
- 設定 - 玖村麻子（ミレニアムキッチン）
- 3Dキャラモデリング&アニメーション - ミレニアムキッチン
- 背景美術 - 草薙
- 背景デジタルプロセス - ミレニアムキッチン
- プログラム - 坪井哲央（アトリエドゥーブル）、高橋智之（コンテンツ）、アトリエドゥーブル、コンテンツ
- 水中3Dモデリング - アトリエドゥーブル
- 音響制作 - アトリエドゥーブル
- 企画・制作 - ミレニアムキッチン
- 製作・著作 - ソニー・コンピュータエンタテインメント

## 書籍
ぼくのなつやすみ美術館
「ぼくのなつやすみ」、「ぼくのなつやすみ2」の原画集。
草薙【画】/綾部和【監修・文】
出版:2003年7月
ぼくのなつやすみ絵本館「クロトシロくんの大冒険」
PSP版に出てくる月夜野すみれ（つみれちゃん）が、劇中で執筆した短編小説
綾部和 【文】、サカイノビー 【絵】
出版:2011年8月1日